# Šmarjeta
Šmarjeta je naselje u slovenskoj Općini Šmarješke Toplice. Šmarjeta se nalazi u pokrajini Dolenjskoj i statističkoj regiji Jugoistočnoj Sloveniji. 

## Stanovništvo
Prema popisu stanovništva iz 2002. godine naselje je imalo 288 stanovnika.